# Beyond the Valley of the Dolls
 Beyond the Valley of the Dolls és una pel·lícula estatunidenca de Russ Meyer, estrenada el 1970.

## Argument
La pel·lícula narra les aventures de Kelly (Dolly Read), Pet (Marcia McBroom) i Casey (Cynthia Myers), tres guapes noies integrants del grup "The Kelly Affair". Davant la pobra rebuda de la seva música al seu poble natal, el trio i el seu agent decideixen viatjar a Los Angeles a provar fortuna. Kelly té una tia en aquesta ciutat i creu que podrà demanar-li ajuda si cal o fins i tot anar a casa seva. En arribar a la ciutat resulta que la Tia Susan (Phyllis Davis) és tota una figura en el món de l'elit social, i el mateix dia que arriben convida a les noies a una al·lucinant festa a casa del famosíssim promotor musical Ronnie Barzell (John Lazar), àlies "Z-Man". El promotor queda encantat amb les noies i decideix convertir-les en estrelles. Després de canviar el nom del seu grup a "The Carrie Nations" i amb l'ajuda de Z-Man, el trio puja ràpidament a la fama, però com en general sol passar, l'èxit porta tanta desgràcia com felicitat. Kelly té un quasi-idil·li amb el gigoló Lance Rockefeller, que busca explotar-la i robar-li els seus diners; Pet traeix el seu promés al llit amb tots els homes que troba, amb terribles conseqüències, i Casey es torna addicta a les drogues i a l'alcohol.

## Repartiment
- Dolly Read: Kelly Mac Namara
- Cynthia Myers: Casey Anderson
- Marcia McBroom: Petronella Danforth
- John Lazar: Ronnie Barzell
- Michael Blodgett: Lance Rocke
- David Gurian: Harris Allsworth
- Edy Williams: Ashley St. Ives
- Erica Gavin: Roxanne
- Phyllis Davis: Susan Lake
- Harrison Page: Emerson Thorne
- Duncan McLeod: Porter Hall
- James Inglehart: Randy Black
- Charles Napier: Baxter Wolfe
- Henry Rowland: Otto
- Princess Livingston: Matron
- Pam Grier

## Al voltant de la pel·lícula
- Beyond the Valley of the Dolls  havia de ser inicialment una continuació de Valley of the Dolls, l'adaptació del best seller de Jacqueline Susann. Un primer projecte escrit per la novel·lista va ser rebutjat per la Fox, l'estudi s'adreça a Russ Meyer, fins aleshores director independent de pel·lícules eròtiques, i sobre la base de l'èxit de públic de Vixen, signa amb ell un contracte per a tres pel·lícules.[2]
- El guió, coescrit amb el crític Roger Ebert en poques setmanes, és una paròdia que no té més que una vaga relació amb Valley of the Dolls, limitat a la reaparició de dos personatges. Els dos guionistes prefereixen empènyer a l'absurd els aspectes melodramàtics, edificants o incoherents de Valley of the Dolls, els aspectes kitsch de la qual (la pel·lícula havia estat destrossada per la crítica de l'època) lliga amb l'estètica de Meyer. Meyer i Ebert s'inspiren igualment en el destí tràgic de Sharon Tate, actriu de La Vall dels plaers i assassinada sobre ordre de Charles Manson. Altres situacions els són inspirades per celebritats de l'escena de Los Angeles (Z-Man té per a model Phil Spector).
- Tota referència a Valley of the Dolls és abandonada quan Jacqueline Susann es querella amb la Fox. Els dos personatges considerats per retornar (Anne Welles i Lyon Burke) són rebatejats, els seus papers atribuïts a nous actors i un missatge inaugural afirma que la pel·lícula no té cap relació amb Valley of the Dolls.
- Russ Meyer només aprofita parcialment els mitjans posats a la seva disposició. Continua sent fidel als seus mètodes de rodatge combinant bricolatge i anarquia i acaba la pel·lícula amb un pressupost de 900.000 dòlars. Roger Ebert descriu el resultat com "una pel·lícula feta per accident mentre els malalts havien pres el control de l'asil". Malgrat el to menys cru que en la resta de la seva obra,  Beyond the Valley of the Dolls  rep una classificació X als Estats Units. Amb Myra Breckinridge estrenada el mateix any, es tracta de les dues úniques pel·lícules classificades X a la seva estrena que ha produït la Fox. A diferència de Myra Breckinridge,  Beyond the Valley of the Dolls  té tanmateix un èxit comercial, el més important de la carrera de Meyer.
- Meyer rodarà encara una pel·lícula per a la Fox, The Seven Minutes, un drama jurídic sobre la llibertat d'expressió i la definició d'obscenitat. Es tracta de l'única pel·lícula no eròtica de la carrera de Russ Meyer. El seu fracàs marcarà el final de la seva col·laboració amb l'estudi. Col·laborarà encara amb Roger Ebert dues vegades.
- "Beyond the Valley of the Dolls" és simultàniament la millor i la pitjor pel·lícula que s'ha filmat- John Waters - http://www.filmsinreview.com/2006/06/13/beyond-the-valley-of-the-dolls/ Arxivat 2010-06-20 a Wayback Machine.